# Pterostichus melanodes
Pterostichus melanodes es una especie de escarabajo terrestre del género Pterostichus, categorizada en la tribu Pterostichini, de la subfamilia Harpalinae. Fue descrita por Chaudoir en 1878.

## Distribución
Se distribuye por Asia: China.